# Badara Diatta
Badara Diatta (Ziguinchor, 2 agosto 1969) è un arbitro di calcio senegalese.

## Carriera
Fischietto di vasta esperienza, è arbitro internazionale sin dal 1º gennaio 1999. Fa il suo esordio da tale nel novembre del 2003, dirigendo una partita amichevole tra Tunisia e Sudafrica.
Ha diretto molte partite in varie edizioni della CAF Champions League, arrivando ad arbitrare una semifinale dell'edizione 2010 della competizione. Contestualmente, ha diretto numerose partite di qualificazione a diverse edizioni dei mondiali, tra cui otto per Sudafrica 2010. Era inoltre stato inserito nella lista dei preselezionati per la succitata edizione dei mondiali, ma venne scartato in un taglio successivo.
Nel 2008 viene convocato dalla FIFA per la sua prima esperienza al di fuori del continente africano e della CAF. È infatti selezionato per il torneo di calcio ai Giochi della XXIX Olimpiade, disputatosi in Cina. In tale occasione ha diretto una partita della fase a gironi.
Nel febbraio 2012 viene selezionato dalla Confédération Africaine de Football (CAF) per dirigere la finale di Coppa d'Africa 2012., tra Zambia e Costa d'Avorio.
La convocazione per tale edizione della competizione in Gabon e Guinea Equatoriale era stata per lui la quarta, dopo Egitto 2006, Ghana 2008 ed Angola 2010.
Nell'aprile 2012 viene inserito dalla FIFA in una lista di 52 arbitri preselezionati per i Mondiali 2014. Tuttavia, non riesce nell'obiettivo di essere convocato per la fase finale del campionato mondiale, venendo eliminato in un taglio successivo dalla lista dei candidati.
Nel gennaio del 2013 è nuovamente selezionato per la Coppa delle nazioni africane 2013. Si tratta della quinta partecipazione per il fischietto senegalese. Ottiene la direzione di due partite della fase a gironi, ed un quarto di finale.
Nell'ottobre 2013 è convocato dalla FIFA per il Campionato mondiale di calcio Under 17 2013. In questa occasione dirige una gara della fase a gironi, un ottavo di finale e successivamente la finale per il terzo posto tra Svezia ed Argentina.
Nel novembre 2013 viene designato dalla commissione arbitrale FIFA per dirigere il ritorno di Algeria-Burkina Faso, uno degli spareggi CAF per l'accesso ai mondiali di Brasile 2014.
Il 31 dicembre 2014 viene ritirato dalle liste FIFA per raggiunti limiti di età, dopo una carriera internazionale durata 16 anni.